# 벨라조

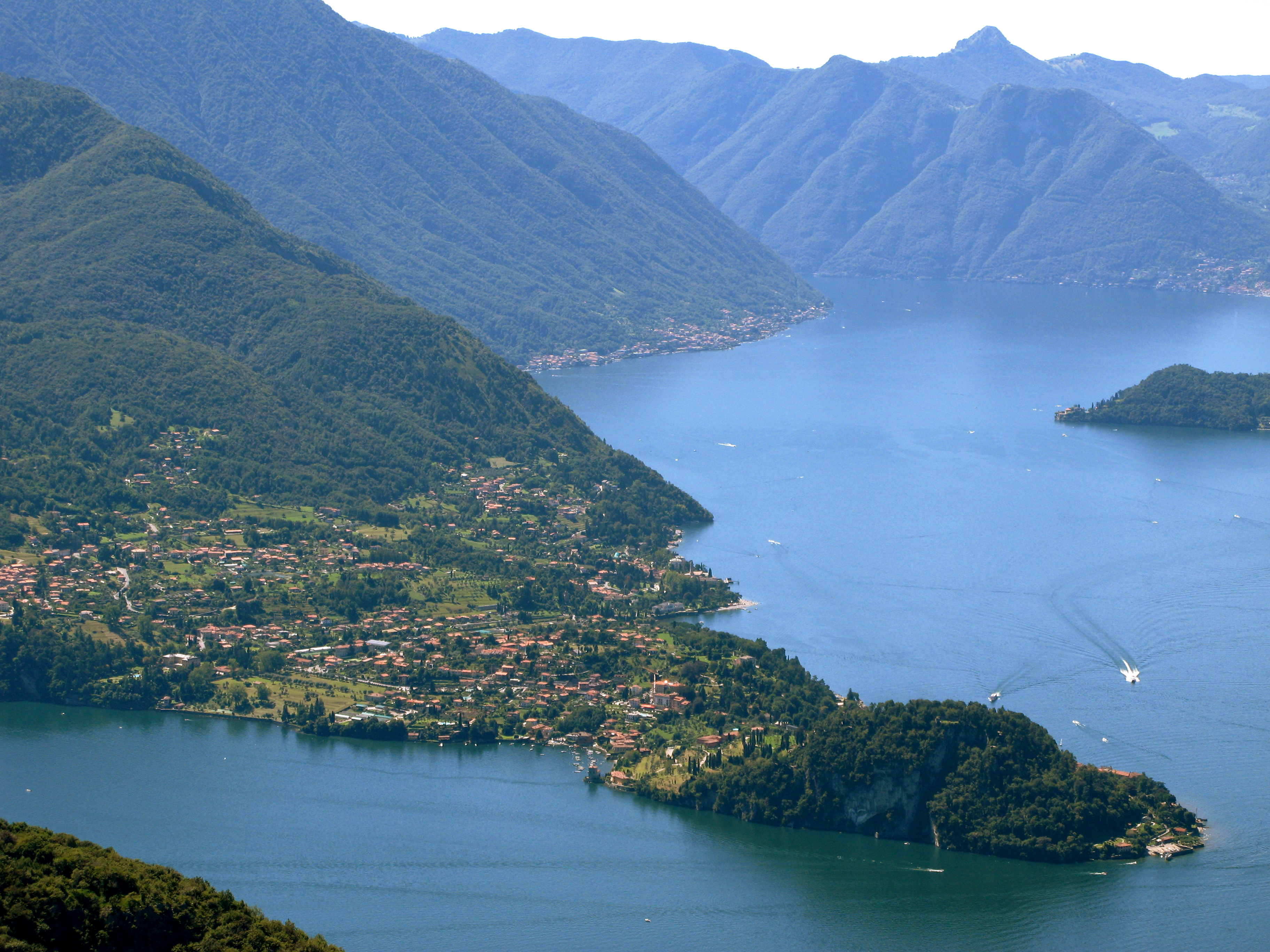
벨라조

벨라조(Bellagio)는 이탈리아 롬바르디아주 코모도의 도시이다. 